# 文二路
文二路，位於浙江省杭州市西湖区，西起古翠路文二西路口，东止莫干山路潮王路口。位于文一路、文三路之间。文二路杭州最早的高教园区聚集地，分布有浙江师范大学杭州幼儿师范学院，浙江工商大学，杭州市学军小学，杭州市行知小学，杭州市钱塘外国语学校。文二路沿途有圓覺廟，西溪城市文化公园等景點，也有多間餐厅及酒店。2004年，本路调整为单向通行。2023年1月5日起，本路恢复为双向通行。

## 相交道路
| 道路名称               | 地标           | 公交车站       | 地铁站      |
| ↑东接潮王路            | ↑东接潮王路    | ↑东接潮王路    | ↑东接潮王路 |
| ---------------------- | -------------- | -------------- | ----------- |
| 莫干山路               |                |                |             |
| 南：马塍路             |                | 文二路马塍路口 |             |
| 北：莫文巷（不互通）   | 浙江图书大厦   | 文二路马塍路口 |             |
| 保俶北路               |                | 下宁桥         | 2下宁桥站   |
| 商大巷                 |                | 下宁桥         |             |
| 教工路                 |                |                |             |
| 学院路                 |                | 花园西村       | 210学院路站 |
| 南：工专路             | 浙江教育考试院 | 花园西村       |             |
| 万塘路                 |                |                |             |
| 南：华星支路（不互通） |                | 节能公司       |             |
| 古翠路                 |                |                |             |
| ↓西接文二西路          |                |                |             |

## 事故
- 2009年4月，文二路近北村一段出現了路陷，路陷的位置出現了一個相當深的洞口，但由發現路陷起，相隔了差不多6個小時才有人到場處理，期間只有人往路陷處插入樹枝以警示途經的駕駛者。據負責的工作人員所述，該路陷是因為施工時偷工減料，在窨井上直接鋪上瀝青了事；當窨井的蓋掉下時，路面的瀝青就一同掉下，造成路陷。[3]
- 2016年4月21日下午4点20分左右，文二路學院路口塌方，約10平方米；所幸民警及早发现，及时采取了隔离措施，未发生人、车险情；据初步判断，是学院路文二路路口南侧，下方一根废弃的雨水管泄露，雨水掏空了下方的淤泥，导致柏油路面失去支撑之后发生了沉陷[4]。